# Rebecca Lyne
Pour les articles homonymes, voir Lyne.
Rebecca « Becky » Lyne (née le 4 juillet 1982) est une athlète britannique, spécialiste du 800 mètres.

## Biographie
En 2006, Rebecca Lyne remporte la médaille de bronze sur 800 mètres lors des Championnats d'Europe à Göteborg. Elle est devancée par les Russes Olga Kotlyarova et Svetlana Klyuka.

### Palmarès
| Date | Compétition                   | Lieu      | Résultat | Performance   |
| ---- | ----------------------------- | --------- | -------- | ------------- |
| 2003 | Championnats d'Europe espoirs | Bydgoszcz | 1re      | 2 min 04 s 66 |
| 2006 | Championnats d'Europe         | Göteborg  | 3e       | 1 min 58 s 45 |
| 2006 | Coupe du monde des nations    | Athènes   | 4e       | 2 min 00 s 97 |

### Records
| Épreuve      | Épreuve      | Performance   | Lieu      | Date            |
| ------------ | ------------ | ------------- | --------- | --------------- |
| 800 mètres   | En plein air | 1 min 58 s 20 | Gateshead | 11 juin 2006    |
| 800 mètres   | En salle     | 2 min 06 s 50 | Sheffield | 8 février 2004  |
| 1 500 mètres | En plein air | 4 min 06 s 85 | Lucerne   | 6 juillet 2006  |
| 1 500 mètres | En salle     | 4 min 21 s 01 | Sheffield | 27 février 2005 |